# Heinz Kuchler
Heinz Kuchler (* 18. März 1921 in Berlin; † 19. September 2006) war ein deutscher Politiker (SPD).
Heinz Kuchler besuchte eine Mittelschule, machte ab 1937 eine kaufmännische Lehre und absolvierte 1939 die Prüfung als Kaufmannsgehilfe. Nach der Einberufung 1940 wurde er von der Wehrmacht als Navigationsoffizier bei der Kriegsmarine eingesetzt.
Nach dem Zweiten Weltkrieg studierte Kuchler ab 1946 Betriebswirtschaftslehre an der Universität Kiel. 1950 wurde er Verkaufsleiter einer Strickwarenfabrik. Er wurde 1958 Inhaber einer Firma für Damenoberbekleidung und trat im selben Jahr der SPD bei. Bei der Berliner Wahl 1963 wurde er in die Bezirksverordnetenversammlung im Bezirk Schöneberg gewählt. Da Lothar Laggies zum Bezirksstadtrat in Schöneberg gewählt wurde, rückte Kuchler im Juni 1971 in das Abgeordnetenhaus von Berlin nach. Im März 1975 schied er aus dem Parlament aus.